# Japanisch-südkoreanische Beziehungen
Die japanisch-südkoreanischen Beziehungen sind das zwischenstaatliche Verhältnis zwischen Japan und der Republik Korea. Südkorea und Japan sind enge Nachbarländer und beide wichtige Verbündete der Vereinigten Staaten in Nordostasien. Es gibt allerdings auch zahlreiche Ansätze erfolgreicher Kooperation zwischen beiden Seiten. Das japanische Außenministerium erklärt, dass die Republik Korea das wichtigste Nachbarland ist, das strategische Interessen mit Japan teilt.
In den Jahren nach der Befreiung von der japanischen Besatzung unterhielten beiden Länder keine diplomatischen und wirtschaftlichen Beziehungen zueinander. Zwischen 1953 und 1956 kam es zu Scharmützeln bei den Liancourt-Felsen zwischen den Küstenwachen.
Japan und Südkorea nahmen im Dezember 1965 im Rahmen des Grundlagenvertrags zwischen Japan und der Republik Korea formell diplomatische Beziehungen auf, wobei Japan Südkorea als einzige legitime Regierung auf der koreanischen Halbinsel anerkannte. 1973 und 1974 kam es zu internationalen Zwischenfällen, welche die Beziehungen belasteten.

## Überblick
1982 kam es zum japanischen Schulbuchstreit, der sich auch international auswirkte.
In den 70ern erfuhr Südkorea rasantes Wirtschaftswachstum, während Japan zu den fortschrittlichen Industriestaaten der Welt aufgestiegen war und Japan wurde Gastgeber der Weltausstellung Expo 1970. In den 80ern machten sich zum ersten Mal die Probleme der japanischen Blasenwirtschaft erkenntlich. Mittlerweile unterhielten beide Länder enge wirtschaftliche Beziehungen. Koreanische Unternehmen übernahmen japanische Produkt- und Managementstrategien, vor allem von Koreanern in Japan geführten Konzernen, wie der Lotte Group.
In den 80ern fanden die ersten Staatsbesuche statt und Südkorea veranstaltete die Olympischen Sommerspiele 1988, bei der Kaiser Hirohito jedoch kurz nach Beginn zusammenbrach und in Japan sich der Enthusiasmus für die Spiele abkühlte. Der japanische Kaiser hat 1984 bei einem Abendessen mit dem südkoreanischen Präsidenten Chun Doo-hwan erstmals die Vergangenheit ins Gespräch gebracht.
Am 4. August 1993 räumte die Kono-Erklärung des Kabinettsekretärs Yohei Kono, erstmals ein Eingeständnis hinsichtlich der Beteiligung der japanischen Armee bei der Zwangsrekrutierung von Trostfrauen in Militärbordellen ein und überarbeitete damit die bisherige offizielle Stellung der japanischen Regierung.
Anlässlich des 50. Jahrestages des Kriegsendes legte am 15. August 1995 der Premierminister Tomiichi Murayama erstmals eine formelle Entschuldigung von Seiten der japanischen Regierung vor, mit der er sich für durch Aggression und den Kolonialismus entstandenen Leid entschuldigte. 1998 erwähnten die japanische Regierung und die Imperial Household Agency die Worte „Leiden“ und „Entschuldigung“ zum ersten Mal in einem offiziellen Rahmen, bei einem Abendessen mit dem südkoreanischen Präsidenten Kim Dae-jung am 7. Oktober 1998, während eines Staatsbesuchs in Japan. Gleichzeitig äußerte sich der Innenminister Etō Takami abfällig über die Aussagen des Premierministers und machte abwertende und relativierende Bemerkungen über die Besatzung, was sich später in den Nachrichten verbreitete und die Nachbarländer erreichte.
Während der Finanzkrise von 1997 machten sich in südkoreanischen Medien die Nachrichten breit, dass japanische Banken es die ersten waren, die ihre Devisen und Kredite aus dem Land abzogen. Beide Länder wurden stark getroffen, erholten sich jedoch bald wieder.
In den letzten Jahren haben sich die Beziehungen jedoch aufgrund vieler Streitigkeiten verschlechtert, darunter der japanische Gebietsanspruch auf die von Südkorea verwalteten Liancourt-Felsen (Dokdo auf Koreanisch und Takeshima auf Japanisch), der Besuch von japanischen Premierministern des Yasukuni-Schreins und widersprüchliche Ansichten über ihre gemeinsame Geschichte, sowie Japans Weigerung koreanischen Reparationsforderungen nachzukommen. Diese Spannungen haben die Bemühungen der USA erschwert, eine gemeinsame Front gegen die chinesischen Bedrohung in der Region zu fördern. Beide Länder trugen zusammen die Fußball-Weltmeisterschaft 2002 aus.
2009 reichte Japan einen Antrag zur Aufnahme der Insel Hashima in das UNESCO-Weltkulturerbe ein, stieß jedoch auf Widerstand seitens Südkorea. Im Jahr 2015 zog die letztere ihre Opposition zurück, unter der Voraussetzung, dass vor Ort über die Opfer der Zwangsarbeit informiert wird. Im Jahr 2021 gelangte die UNESCO nach einer Untersuchung zum dem Ergebnis, dass die Informationslage über die Zwangsarbeit weiterhin nicht den Richtlinien der Übereinkunft entspricht.
Laut einer Umfrage des BBC World Service aus dem Jahr 2014 sehen 13 % der Japaner den Einfluss Südkoreas als positiv an, 37 % negativ, während 15 % der Südkoreaner den japanischen Einfluss positiv sehen, und 79 % negativ, was Südkorea nach China das Land mit der zweitnegativsten Wahrnehmung Japans in der Welt macht.
Die diplomatischen Beziehungen hängen oft von der derzeitigen Regierung in Südkorea ab, die der rechtskonservativen Parteien, wie die Gukminui-him stehen Japan etwas weniger negativ gegenüber, während die der linksliberalen Minjudang die politischen Tendenzen, der mit ultranationalistischen und rechtsextremen Strömungen verbundenen japanischen LDP Regierung, und damit einhergehenden politischen Kontroversen, als äußerst kritisch betrachten.

## Geschichte

### Vormoderne
Die Interaktionen zwischen den Inseln Japans und der koreanischen Halbinsel reichen bis in die Prähistorie zurück und die Besiedelung Japans erfolgte von Korea aus. Das frühe Japan war ein enger Verbündeter des koreanischen Königreiches Baekje und pflegte enge kulturelle und diplomatische Beziehungen mit ihm. Über Korea gelangte der Buddhismus, der Konfuzianismus und die chinesischen Schriftzeichen nach Japan. Zwischen Goguryeo sowie Silla und Japan gab es diplomatische Kontakte und Handelsaustausch, aber die Beziehungen waren meist von Feindseligkeit geprägt. Vom kontemporären Korea und China wurde Japan als Königreich von Wa (倭國王) bezeichnet.
Japan war ein Verbündeter Baekjes gegen Silla und das Tang-Reich. Während der Vereinigten-Silla Ära waren die Beziehungen meist friedlich, wenn zugleich angespannt aufgrund des Einflusses der Baekje-Exilanten in der japanischen Politik. Japan hegte Beziehungen zum Goguryeo-Nachfolgerstaat Balhae, welches die größte außenpolitische Bedrohung Sillas darstellte.
Während des turbulenten 9. Jahrhunderts und der schwankenden Zentralgewalt der Staaten Ostasiens nahmen die Überfälle durch japanische Piraten immer weiter zu. Das Korea und Japan des 12. und 13. Jahrhunderts wurden beide durch Militärdiktaturen und einer elitären Kriegerkaste dominiert. Kurz nach Beendigung der 30-Jahre andauernden Mongoleninvasionen Koreas erfolgten zwei fehlgeschlagene Invasionen Japans, die dennoch letztendlich zum Kollaps des Kamakura-Regimes führten. Die Mongolen benötigten die Hilfe der koreanischen Flotte um die Reste des feindlich gesinnten Militärregimes Koreas auf Jeju-do zu erreichen. Goryeo unterstützte die Mongoleninvasion mit Schiffen und Marinestreitkräften. Die mongolische Flotte wurde schwer durch saisonale Stürme geschädigt woraus der Mythos von Kamikaze entstand, der göttlichen Winde, die Japan beschützt haben sollen.

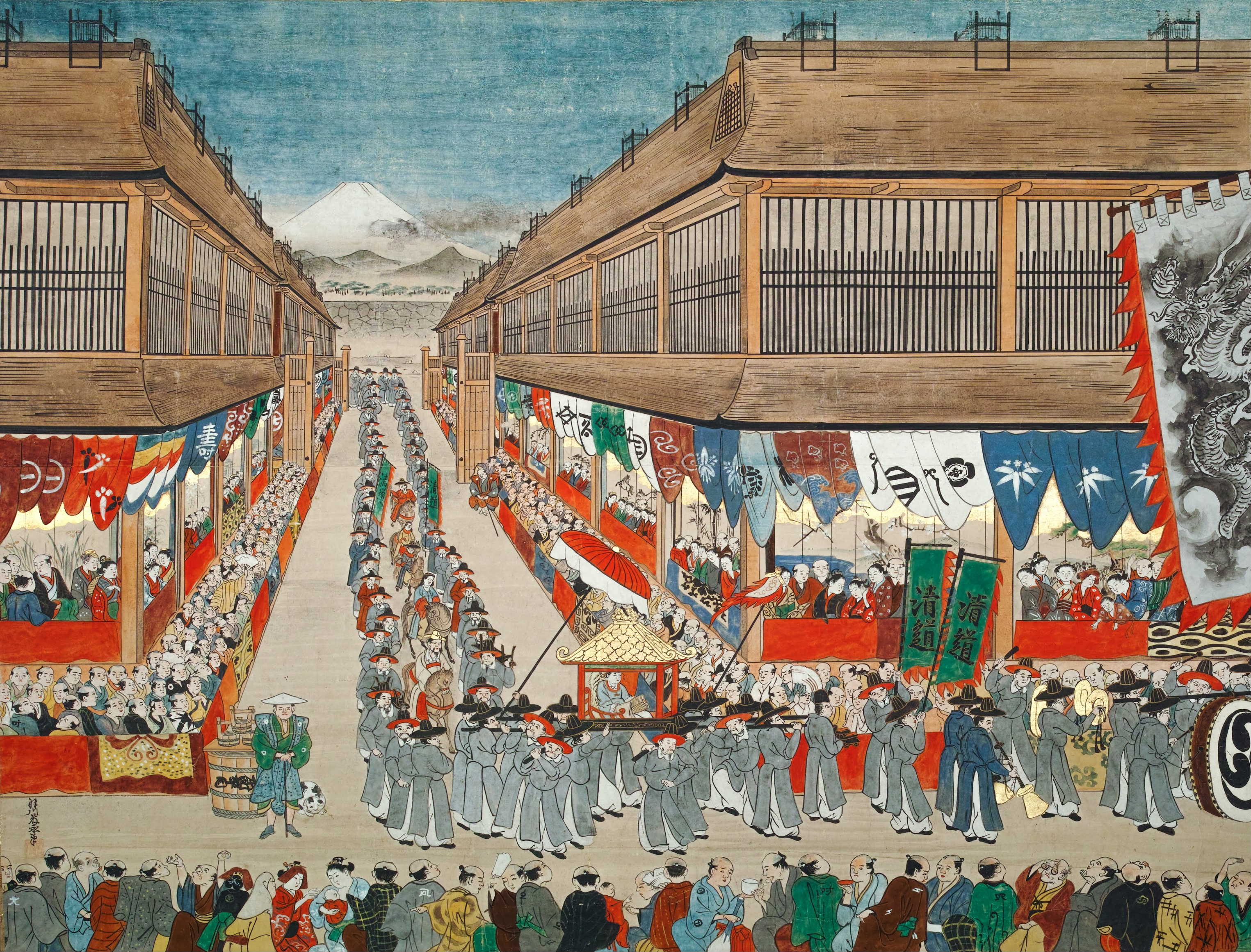
Koreanische Gesandtschaft in Japan (1748)

Gegen Ende der Goryeo und Anfang der Joseon-Ära versuchten die koreanischen Autoritäten die sich verschärfende Piratensituation einzudämmen und besetzten infolgedessen Tsushima im Februar 1389, Dezember 1395 und zuletzt im Juni 1419. 1409 wurde das erste sogenannte waegwan als erste permanente Enklave für japanische Gesandte und Händler gewährt. Kontakt zwischen der Joseon-Dynastie und Japan erfolgte über den So-Clan von Tsushima als Zwischenhändler.
Toyotomi Hideyoshi, der Japan geeint hatte, befahl den Daimyōs (Feudalherren) im ganzen Land 1592/93 die Eroberung der chinesischen Ming-Dynastie, änderte jedoch seinen Plan nachdem der koreanische Kaiser sich geweigert hatte, japanische Truppen durchmarschieren zu lassen. Japan konnte schließlich innerhalb von drei Monaten weite Teile der koreanischen Halbinsel besetzten. Im Jahr 1593 griff der chinesische Ming-Kaiser ein, indem er seine Armee entsandte, um Pjöngjang zu befreien. Obwohl die koreanischen Landstreitkräfte zahlenmäßig unterlegen waren, gewann die koreanische Marine fast alle Seeschlachten, wobei der unbesiegte Admiral Yi Sun-sin die japanische Flotte in einer Reihe von Schlachten entscheidend schlug, die japanischen Nachschublinien abschnitt und dazu beitrug, die Invasionstruppen aufzuhalten. Zu den Gräueltaten der japanischen Soldaten in Korea gehörte das Abschneiden von Nasen und Ohren der getöteten feindlichen Soldaten. Um Quoten erfüllen zu können, verstümmelten die Japaner auch viele lebende Zivilisten. Insgesamt kostete die japanische Invasion knapp einem Zehntel der Bevölkerung das Leben. Nach dem Tod von Hideyoshi 1598 zogen die Japaner sich aus Korea zurück und begannen die isolationistische Sakoku-Politik. Erst das Tokugawa-Shogunat nahm 1607 den Handel und die diplomatischen Kontakte mit Korea wieder auf. Nach den Kriegen wurden zwischen 1607 und 1811 elf koreanische Missionen (Joseon Tongsinsa) an das Tokugawa-Shogunat in Japan entsandt.

### Japanische Herrschaft in Korea

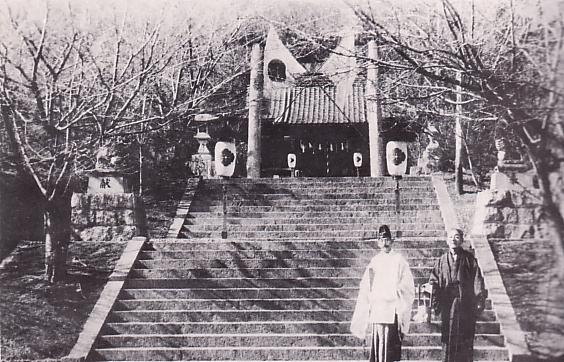
Shintō-Schrein im japanisch besetzten Korea

Joseon-Dynastie isolierte sich aufgrund der negativen Erfahrung mit ausländischen Mächten von der Außenwelt und unterhielt lediglich mit dem Qing-Reich Chinas und dem Tokugawa-Regime diplomatische Beziehungen. Mit dem Japanisch-Koreanischen Freundschaftsvertrag von 1876 zwang das westernisierende Meiji-Japan der Joseon-Dynastie in Korea einen ungleichen Vertrag auf, welcher koreanische Häfen öffnete und Japan das Recht der Extraterritorialität für seine Bürger gab. Als Japan 1895 China im Ersten Chinesisch-Japanischen Krieg besiegte, wurde der Vertrag von Shimonoseki geschlossen, der die traditionellen, philosophisch motivierten Beziehungen zwischen den beiden Ländern beendete. 1895 wurde die beliebte Königin Myeongseong von Japans Militär vergewaltigt, ermordet und anschließend öffentlich verbrannt – aufgrund ihrer russischfreundlichen Haltung und ihrem Einfluss am koreanischen Hof. Nach dem Japanisch-Russischen Krieg wurde 1905 der Japan-Korea-Protektoratsvertrag unterzeichnet, mit dem Korea ein japanisches Protektorat wurde und seine äußere Souveränität verlor. Im Juli 1907 setzte Japan einen weiteren Vertrag durch, um die volle Kontrolle über die inneren Angelegenheiten Koreas zu erlangen. Die koreanische Armee wurde aufgelöst, einige ihrer Angehörigen leisteten noch bis 1914 Widerstand. Itō Hirobumi übernahm die volle Kontrolle über Korea als Generalresident von Korea. Im Jahr 1909 wurde Itō Hirobumi von An Jung-geun ermordet. Der Ermordung von Itō durch einen koreanischen Nationalisten folgte ein Protektorat und die vollständige Annexion Koreas. Am 22. August 1910 erfolgte diese durch den Japan-Korea-Annexionsvertrag.
Die Japaner machten das Japanische zur Nationalsprache und Unterrichtssprache in koreanischen Schulen und unterdrückten die einheimische Kultur. Die japanische Besatzungsmacht ging von der Überzeugung aus, dass Koreaner lediglich rassische Japaner seien, die sich ihrer echten Natur verweigerten. Es wurde entsprechend versucht die koreanische Sprache, Kultur und ethnische Identität auszulöschen und Koreaner als Ganzes zwangsweise zu assimilieren. Verwaltet wurde Korea fast ausschließlich von Japanern. Die Japaner forcierten teilweise die Industrialisierung Koreas und bauten insbesondere im rohstoffreichen Norden Koreas zahlreiche Fabriken, während der Süden weitgehend agrarisch geprägt blieb. Ab 1919 formierte sich die Provisorische Regierung der Republik Korea im Exil in China. Als das kaiserliche Japan 1937 in China einmarschierte und damit den Zweiten Chinesisch-Japanischen Krieg auslöste, verlegte die Provisorische Regierung ihren Sitz nach Chongqing und gründete die Koreanische Befreiungsarmee, um an der Seite der chinesischen Streitkräfte und der Alliierten gegen Japan zu kämpfen. Während des Zweiten Weltkriegs mussten zahlreiche Koreaner für die Japaner kämpfen und 1,2 Millionen Koreaner wurden zur Zwangsarbeit nach Japan eingezogen. Bis zu 200.000 koreanische Frauen und Mädchen (überwiegend im Alter von 12 bis 17 Jahren) wurden außerdem als „Trostfrauen“ an die Kriegsfront verschleppt, um in Bordellen der kaiserlichen japanischen Armee als Zwangsprostituierte zu dienen.

### Nach 1945
Am Ende des Zweiten Weltkriegs erlangte Korea nach 35 Jahren japanischer Herrschaft seine Unabhängigkeit zurück. Kurz vor den unerwarteten Atombombenabwürfen über Hiroshima und Nagasaki und der Kapitulation Japans übergab der Generalgouverneur Nobuyuki Abe die Kontrolle an das Volkskommitee zur Befreiung Koreas, um sich den Schutz der abziehenden Japaner zu garantieren. Gemäß den Vereinbarungen der Konferenz von Jalta akzeptierten die sowjetischen Streitkräfte die Kapitulation der japanischen Streitkräfte im Norden Koreas oberhalb des 38. Breitengrades und die amerikanischen Streitkräfte landeten Mitte September 1945 im südlichen Teil des Landes. Korea wurde daraufhin in eine sowjetische und eine US-amerikanische Besatzungszone aufgeteilt.
Im Norden verließen die sowjetischen Streitkräfte 1945 das Land und die Kommunistische Partei von Kim Il-sung übernahm die Macht von den Volkskomitees, während im Süden die Befehlsgewalt an den anti-kommunistischen Präsidenten der Exilregierung Syngman Rhee übergeben wurde. Diese Teilung wurde durch den verheerenden Koreakrieg zwischen 1950 und 1953 verfestigt und Südkorea war nach der Zerstörung eines der ärmsten Länder der Erde. Die japanische Besatzung hinterließ eine Alphabetisierungsrate von 22 %, die identisch mit dem Wert vor der Annexion war. Erst in den Jahren nach der Befreiung stieg sie rasant an und erreichte 1956 87 %. Die japanische Wirtschaft erlebte durch den Koreakrieg ihren ersten wirtschaftlichen Aufschwung, aufgrund des durch ihn entstehenden Bedarfs an Militärgütern für das in Japan stationierten US-Militärs.
Die Syngman Rhee Regierung erklärte, dass das Betreten koreanischen Territoriums durch die Nationale Polizeireserve Japans als ein Akt militärischer Aggression zu verantworten wäre und die Armee sich entsprechend von Nordkorea weg gegen die japanischen Einheiten wenden würde.

### Errichtung diplomatischer Beziehungen
1962 kam es zu einem Umsturz durch das Militär und bis 1979 war Südkoreas Staatschef der Militärdiktator Park Chung-hee, der während des Zweiten Weltkriegs im japanischen Militär gedient hatte. Park zeigte großes Interesse an der japanischen Modernisierung, da er die Entwicklungspolitik in Mandschukuo aus erster Hand miterlebt hatte. Am 22. Juni 1965 setzte die Regierung Park setzte gegen massiven Protest der Demokratie- und Studentenbewegung, als auch der demokratischen Opposition Südkoreas den Normalisierungsvertrag von 1965 durch, der zur Wiederaufnahme diplomatischer Beziehungen führte. Die koreanische Demokratiebewegung sah es als einen Verrat am koreanischen Volk, das sich jahrzehntelang dem Japanischen Faschismus und der versuchten Assimilierung widersetzt hatte. Im selben Jahr erließ die Japanische Regierung ein Gesetz der der koreanischen Minderheit in Japan, die teilweise von deportierten Zwangsarbeitern abstammen, ein spezielles permanentes Bleiberecht gewährt.
Park gelang es am 14. August, den Normalisierungsvertrag durch die von seiner Demokratisch-Republikanischen Partei dominierten Nationalversammlung zu bringen und Demonstrationen dagegen durch das Kriegsrecht zu unterbinden. Die Proteste waren begleitet von Gewerkschaftsstreiks. Für die Normalisierung zahlte Japan 800 Millionen US-Dollar an Wirtschaftshilfen und erkannte Südkorea als einzige legitime Regierung Koreas an. Am 14. Dezember wurden die jeweiligen Botschaften in Seoul und Tokyo eröffnet. Die Beziehungen blieben weithin sehr schlecht.

### 1970er bis 90er
1973 verschlechterten sich die südkoreanisch-japanischen Beziehungen, als der südkoreanische Geheimdienst den Oppositionsführer (und späteren Präsidenten) Kim Dae-jung aus einem Hotel in Tokio entführte. Japanische Autoritäten sahen es als ein Verletzen japanischer Souveränität. In den 1980er Jahren wurden die wirtschaftlichen Beziehungen während Premierminister Nakasone Yasuhiro ausgebaut, als dieser bei einem Staatsbesuch im Januar 1983 vier Milliarden US-Dollar an japanischen Wirtschaftshilfen zusagte. Beide Volkswirtschaften verfolgten protektionistische, exportorientierte Wirtschaftsmodelle, jedoch musste Südkorea erst alle grundlegenden Industriebranchen schaffen.
Im April 1982 tauchten Berichte auf, dass das japanische Bildungsministerium euphemistische Revisionen und Auslassungen von Passagen über Trostfrauen, Zwangsarbeit und Japans Rolle als Besatzungsmacht in Schulbüchern genehmigte. Südkorea betrachtete die Überarbeitungen als Versuch, die Geschichte zu beschönigen und Japans Schuld an der vorigen Unterdrückung zu vertuschen. Am 13. Juli reichte die südkoreanische Regierung formelle Kritik ein und verurteilte die japanische Regierung dafür, dass verzerrte historische Darstellungen in Schulbüchern gelehrt werden durften. Die japanische Regierung verteidigte ihre Position mit dem Argument, dass es die Angelegenheit Japans sei, bot jedoch Zusicherungen an sich mit dem Problem zu befassen.
Im November 1983 trifft sich der Premierminister Yasuhiro Nakasone mit Präsident Chun Doo-hwan bezüglich der nordkoreanischen Bedrohung.
Südkorea schickt zwischen dem 17. und dem 20. September 1984 humanitäre Hilfe nach Japan, das von der Nagasaki Flutkatastrophe getroffen wurde.
Im September 1984 sprach der japanische Kaiser Hirohito gegenüber dem südkoreanischen Präsidenten Chun Doo-hwan sein „aufrichtiges Bedauern“ für die „unglückliche Vergangenheit“ aus, eine Entschuldigung blieb jedoch aus.
Am 17. September 1988 begannen die Olympischen Spiele in Seoul, an denen auch Japan teilnahm.

### 90er bis Heute
Die Beziehungen verschlechterten sich, als im September 1986 das japanische Bildungsministerium Schulbücher herausgab, welche den Koreanern eine Teilschuld für die Annexion durch Japan zuschrieb. Die Beziehungen zwischen Japan und Südkorea blieben auch Anfang der 1990er Jahre belastet, nachdem mehrere ehemalige Trostfrauen an die Öffentlichkeit gegangen waren und die japanische Regierung zunächst jegliche Verantwortung abgestritten hatte. Am 4. Dezember 1993 gab Japan die Kono-Erklärung ab, die die Existenz der Trostfrauern offiziell anerkannte. Die „Kono-Erklärung“ des japanischen Chefkabinettsekretär Yōhei Kōno, kennt erstmals die Rolle der japanischen kaiserlichen Armee bei der Rekrutierung von „Trostfrauen“ und die Errichtung militärischer Bordelle an und entschuldigte sich auf einem persönlichen Niveau bei den Trostfrauen und sprach von „unermesslichem Schmerz und unheilbaren physischen und psychologischen Wunden“. Shinzo Abe versuchte 2014 die „Kono-Erklärung“ zu revidieren.
Für die Fußball-Weltmeisterschaft reichten sowohl Korea als auch Japan Bewerbungen ein um die Fußball-Weltmeisterschaft 2002 auszurichten. 1996 gab die FIFA bekannt, dass die beiden Länder gemeinsam die Fußball-Weltmeisterschaft 2002 ausrichten würden. Trotz anfänglicher Vorbehalte galt die gemeinsame Austragung der WM als ein voller Erfolg.
Am 10. August 2010 entschuldigte sich der japanische Ministerpräsident Naoto Kan bei Südkorea für die Kolonialherrschaft seines Landes von 1910 bis 1945. Damit sei auch die Hoffnung auf eine Verbesserung der südkoreanisch-japanischen Beziehungen verbunden. Kan wurde daraufhin von der japanischen Rechten als auch von Shinzo Abe kritisiert.
Am 11. März 2011 erschütterte ein massives Erdbeben (Stärke 9,0) die Küste im Nordosten Japans, gefolgt von einem Tsunami, der zu katastrophalen Zerstörungen und der Fukushima-Daiichi-Kernkatastrophe führte. Südkorea war eines der ersten Länder, das Hilfe anbot und es organisierten sofort nach der Katastrophe ebenfalls Privatpersonen und Organisationen um humanitäre Unterstützung zu liefern. Der südkoreanische Präsident Lee Myung-bak drückte sein Mitgefühl und seine Solidarität mit dem japanischen Volk aus. Die südkoreanische Regierung versprach Nothilfe bereitzustellen und entsandte Rettungsteams sowie medizinische Hilfsgüter, um bei der Bewältigung der Katastrophe zu helfen.
Am 28. Dezember 2015 schlossen Japan und Südkorea ein Abkommen, mit dem beide Staaten den Streit um die „Trostfrauen“ endgültig beilegen wollten. Die „Trostfrauen-Vereinbarung“ der damaligen südkoreanischen Präsidentin Park Geun-hye und dem japanischen Premierminister Shinzo Abe zielte darauf ab, das Problem ein für alle Mal zu lösen. Sie sah die Gründung einer Stiftung in Korea mit einer Zahlung von 1 Milliarde Yen (etwa 8 Millionen Dollar) aus Japan vor, um überlebenden Opfern und ihren Familien zu helfen. Doch die Vereinbarung wurde von vielen Koreanern als unzureichend und übereilt kritisiert und später von Parks Nachfolger Moon Jae-in 2018 für ungültig erklärt.
Die bilateralen Beziehungen der beiden Länder verschlechterten sich Ende 2018, nachdem der Oberste Gerichtshof Südkoreas das Urteil traf, in der mehrere japanische Unternehmen, darunter Mitsubishi Heavy Industries und Nippon Steel, dazu verurteilt wurden, die Familien von Zwangsarbeitern während des Zweiten Weltkriegs zu entschädigen was die Japanische Regierung ablehnte. Der Disput führte zu einem Handelskrieg zwischen beiden Ländern und Demonstrationen in Südkorea.
Am 1. Mai 2019 beglückwünscht Präsident Moon Jae-in Kaiser Naruhito zur Thronbesteigung.

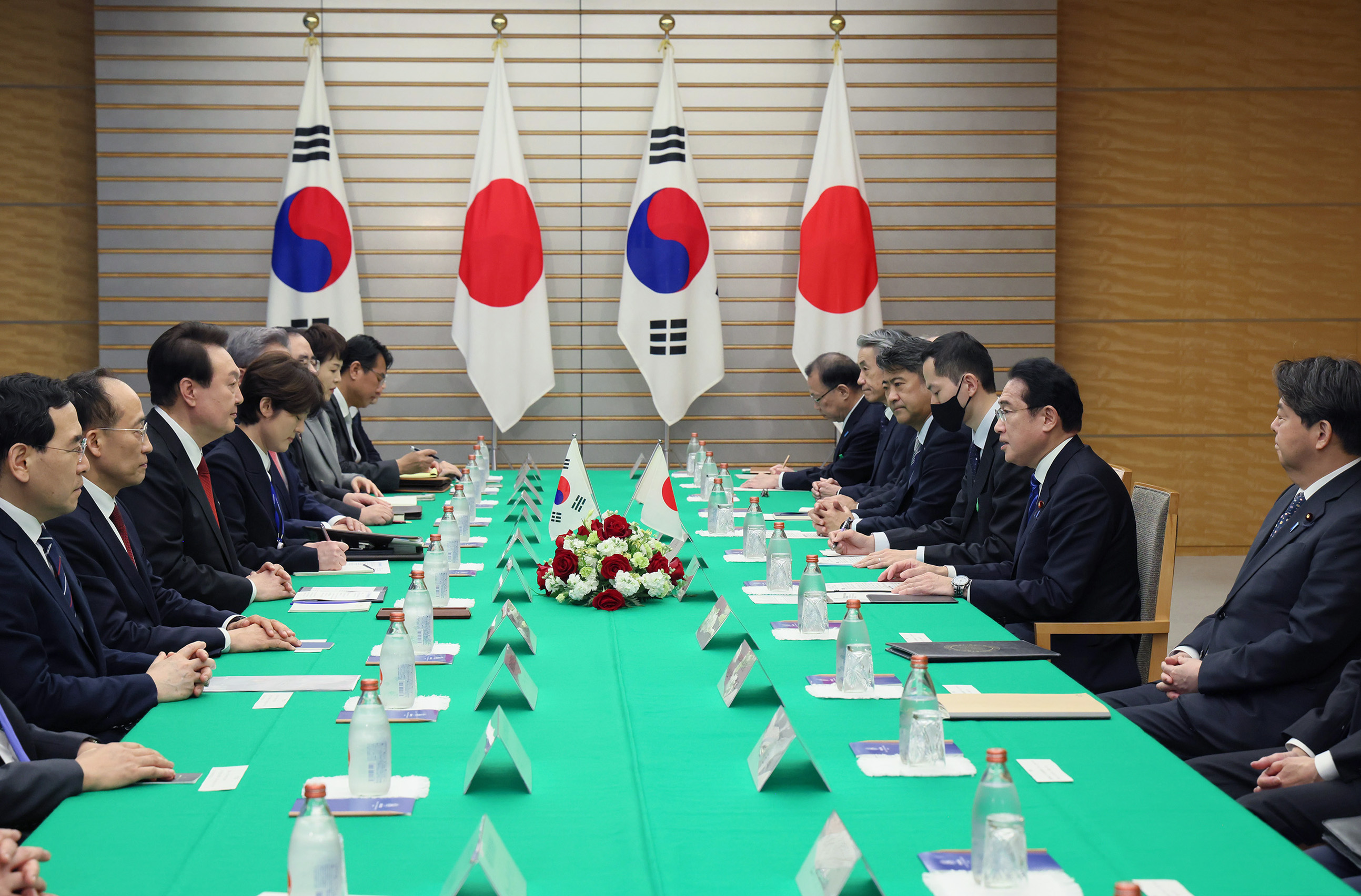
Japanisch-südkoreanisches Treffen (2023)

Durch die Eskalation des nordkoreanischen Kernwaffenprogramms und der wachsenden Macht der Volksrepublik China versuchten vor allem die USA bessere Beziehungen zwischen seinen beiden Verbündeten zu fördern. Nach einer Beilegung ihrer Streitigkeiten normalisierten beide Länder im März 2023 ihre Handelsbeziehungen. Außerdem wurde die Sicherheitskooperation ausgebaut und ein Sicherheitspakt zwischen Japan, Südkorea und den Vereinigten Staaten am 18. August 2023 in Camp David angekündigt, der den Namen JAROKUS trägt. So wurden erstmals gemeinsame Manöver der Streitkräfte abgehalten. Dieses Bündnis ist laut US-Angaben eine Reaktion auf die verstärkte militärische Kooperation zwischen Russland, Nordkorea und der Volksrepublik China.

## Beziehungen Heute
Auch nach fast 80 Jahren nach der Unabhängigkeit von Japan sind die Beziehungen noch immer belastet. Trotz ihrer geographischen Nachbarschaft stellte Südkorea aufgrund wirtschaftlicher Erwägungen als auch mutmaßlicher Sympathien des damaligen Präsidenten erst im Jahr 1965 erstmalige diplomatische Beziehungen zu Japan her, gegen Protest der damaligen Demokratie- und Studentenbewegungen. Das Embargo auf japanische Kultur- (e.g. Cartoons, Comics und Seifenopern) und sonstige Exportgüter blieb bis 1997 bestehen.
Ein Großteil der Koreaner haben bis heute eine negative Haltung gegenüber Japan. Hauptgrund ist die mangelnde Aufarbeitung der Verbrechen der Besatzungszeit als auch der offenbar fehlende Mangel an jeglicher Reue der japanischen Regierung, die seit 1955 hauptsächlich von der rechtskonservativen, teils rechtsnationalistischen LDP gestellt wurde. Offizielle Geschichtsbücher in Japan stellen die Eingliederung Koreas in das Japanische Kaiserreich sehr einseitig dar, so werden vor allem Narrativen über die Verbesserungen der Infrastruktur und Industrie betont, während die versuchte vollständige Zwangsassimilierung der Koreaner und der Verbot ihrer Sprache verschwiegen werden. Viele Japaner sind sich daher der Geschehnisse der Vergangenheit kaum bewusst und verstehen die Gründe für die Anfeindungen aus Südkorea nicht.
In einer Anfang März 2023 von Gallup Korea durchgeführten Umfrage stimmten überwältigende 85 Prozent der koreanischen Befragten der Vorstellung nicht zu, dass „Japan seine Vergangenheit bereut“, während zwei Drittel der Koreaner in einer anderen Umfrage sagten, dass sie mit einer „indirekten Entschuldigung Japans“ über den hauptsächlich von Korea unterstützten Fonds nicht einverstanden seien. Laut einer Umfrage aus dem Jahr 2015 durchgeführt zusammen von der Dong-a Ilbo und der Asahi Shimbun antworteten bei der Frage „Do you believe Japan has sufficiently repented over its colonial rule over Korea?“ 96 Prozent der koreanischen Befragten mit „Nein“, 8 Prozent mit „Ja“ und 3 Prozent mit „Sonstige“. In Japan waren es 65 Prozent „Ja“, 20 Prozent „Nein“ und 15 Prozent „Sonstige“.
Für die Koreaner deutet nicht nur der Wortlaut der offiziellen japanischen Entschuldigungen um ein unaufrichtiges Eingestehen von Fehlverhalten, sondern auch das Verhalten ihres Nachbarn scheint das Gegenteil von Reue zu zeigen. Die Entschuldigungen seien zumeist gefolgt von widersprüchlichen Handlungen und Aussagen um die Wählerschaft zu befriedigen.
Abe versuchte 2014 die 1993 „Kono-Erklärung“ des damaligen Kabinettsekretärs Yōhei Kōno, die erstmals die Rolle der japanischen kaiserlichen Armee bei der Rekrutierung von „Trostfrauen“ und die Errichtung militärischer Bordelle anerkannte, in denen diese Frauen zum Dienst gezwungen wurden, zu revidieren.
Die französisch-deutsche Partnerschaft wird oft als Vorbild für zukünftige koreanisch-japanische Beziehungen gesehen.

## Diplomatische Streitigkeiten zwischen beiden Staaten

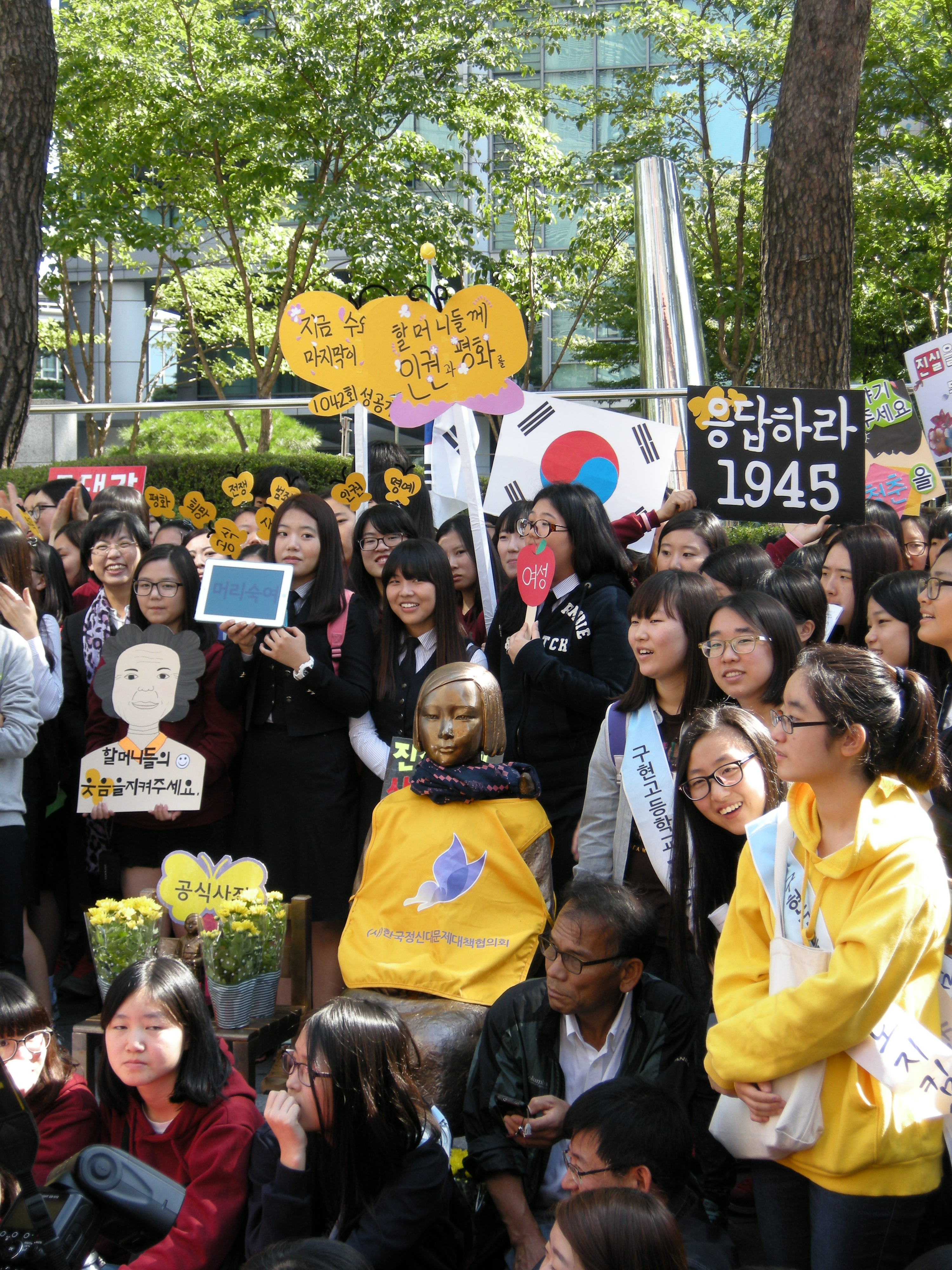
Proteste vor der japanischen Botschaft in Seoul (2012)

Es bestehen weiterhin eine Reihe von Streitigkeiten zwischen beiden Ländern:
- Disput um die Liancourt-Felsen, welches sich im Besitz von Südkorea befindet, jedoch auch von Japan (und auch Nordkorea) beansprucht wird
- Namensstreit um das Japanische Meer, welches in Südkorea als Ostmeer bezeichnet wird
- Schulbuchkontroverse über die geschichtsrevisionistische Darstellung japanischer Kriegsverbrechen und der Besatzung Koreas
- Besuche hochrangiger japanischer Politiker des Yasukuni-Schreins
- Streitigkeiten über Anerkennung und Entschädigungen für die Trostfrauen und ihre Familien
- Streitigkeiten über Anerkennung und Entschädigungen für koreanische Zwangsarbeiter und ihre Familien
- Streitigkeiten um den Status der koreanischen Minderheit in Japan

## Wirtschaftsbeziehungen
Die japanische Wirtschaft erlebte durch den Koreakrieg ihren ersten wirtschaftlichen Boom und konnte sich vom Schaden des Zweiten Weltkrieges erholen. Sie deckte den Bedarf der US und UN Streitkräfte, die teils in Japan stationiert waren. Gleichzeitig wurde ein Korea vollständig verwüstet und eines der ärmsten Länder der Welt.
Im Zuge der Verhandlungen über die Aufnahme diplomatischer Beziehungen behauptete die Regierung Rhee Syngman, Korea habe durch die japanische Besatzung Verluste in Höhe von 2,2 Milliarden Dollar erlitten. Japan wies die Aussage zurück mit der Begründung, sie sei unbegründet und reichte stattdessen eine Gegenklage auf Rückgabe des in Korea verbliebenen japanischen Eigentums an.
Im Rahmen des 1965 Grundlagenvertrags leistete Japan Entwicklungshilfe, die den Platz der zuvor abgelehnten Reparationszahlungen einnehmen sollen, welche stattdessen nicht ausgehändigt würden. Im Jahre 2021 lag das bilaterale Handelsvolumen bei knapp 80 Milliarden US-Dollar, darunter 50 Milliarden US-Dollar an japanischen Exporten nach Südkorea und knapp 30 Milliarden US-Dollar an südkoreanischen Exporten nach Japan. Im Jahr 2021 erklärte die südkoreanische Regierung erklärte, dass die Einfuhren japanischer Materialien für den Industriesektor des Landes bei wichtigen Produkten erfolgreich auf nahezu Null reduziert worden seien. Seit 2022 sind beide Länder Teil der Regional Comprehensive Economic Partnership (RCEP). Beide Länder sind Konkurrenten auf dem Automarkt, der Herstellung von Chips und von weiteren technologischen Produkten.

### Handelskonflikte
2013 verbot Südkorea die Einfuhr von Fisch aus acht Präfekturen in Japan aufgrund der wachsenden Besorgnis über radioaktive Abfälle nach der Katastrophe von Fukushima, was zu einer erfolglosen Klage Japans vor der Welthandelsorganisation führte. Zwischen 2019 und 2023 lieferten sich beide Länder einen mehrjährigen Handelskrieg, der durch politische Streitigkeiten ausgelöst wurde.

## Kulturbeziehungen

Touristen zwischen Südkorea und Japan

Historisch haben sich beide Gesellschaften kulturell stark beeinflusst.
Während der Tokugawa-Zeit brachten koreanische Schulen des Neokonfuzianismus die Philosophie nach Japan, in der es zunehmend an Einfluss gewann, bis es von der Kokugaku-Schule verdrängt wurde, jedoch sind neokonfuzianistische Werte bis heute in der Gesellschaft Japans von Bedeutung.
In der japanischen Besatzungszeit erzwangen japanische Autoritäten die Benutzung der japanischen Sprache, verboten die Benutzung des Koreanischen und errichteten zahlreiche Shintō-Schreine und versuchten das japanische Namenssystem in Korea durchzusetzen. Die Shinto-Schreine wurden nach der Befreiung entfernt und die Namensänderungen rückgängig gemacht. Die Besatzung hatte unter anderem die Einführung chinesischer Wörter, die bereits im gesprochenen Japanisch verwendet wurden, ins gesprochene Koreanische zufolge. Sämtliche Ortsnamen in Korea wurden in Kanji (Klassisches Chinesisch) Namen umgewandelt, wie es bereits in Japan der Fall war.
Als eines der Konsequenzen der Besatzung besteht bis heute eine koreanische Minderheit in Japan mit knapp einer halben Million Angehörigen und eine kleine verbliebene japanische Minderheit in Südkorea. Die etwa 600.000 japanischen Bewohner des besetzten Koreas (Hikiagesha) wurden 1945 ohne Ausnahme rausgeworfen.
Vor der Aufhebung des Embargos auf japanische Kulturgüter brauchten japanische Produzenten immer eine Genehmigung von der koreanischen Regierung und es durften keine Spuren des Japanischen mehr enthalten sein.
Trotz der historischen Spannungen zwischen Japan und Südkorea, die sich auf ihre Beziehungen ausgewirkt haben, kam es zu kultureller Interaktion zwischen beiden Ländern. Die (süd-)koreanische Popkultur erfreute sich in Japan großer Beliebtheit, ein Phänomen, das in Japan und weltweit als „Koreanische Welle“ bezeichnet wird. Das 2002 veröffentlichte Drama Winter Sonata wurde zu einem großen Erfolg in Japan und es vermehrten sich Besuche an die Nami-Insel in Südkorea an dem die Serie gedreht wurde.
Die koreanische Welle hat in Japan eine Vorliebe für koreanische Filme, Serien und Popmusik (K-Pop) ausgelöst. Im Gegenzug gewannen auch japanische Popkulturproduktionen wie Anime, Manga und Videospiele in Südkorea an Popularität. Durch den Tourismus haben sich auch die persönlichen Kontakte verstärkt und Millionen Touristen haben das jeweils andere Land besucht.
Eine Belastung der Kulturbeziehungen war die fehlende direkte Entschuldigung Japans für die Kolonialzeit, auch wenn japanische Politiker in der Vergangenheit ihr Bedauern für bestimmte Vorfälle zum Ausdruck gebracht haben, welche in Südkorea allerdings nicht als ausreichend empfunden wurden. Laut einer Umfrage des BBC World Service aus dem Jahr 2014 sehen 13 % der Japaner den Einfluss Südkoreas positiv und 37 % negativ, während 15 % der Südkoreaner den japanischen Einfluss positiv und 79 % negativ sehen, womit Südkorea nach China das Land mit der zweitnegativsten Wahrnehmung Japans war.

## Diplomatische Standorte
- Japan hat eine Botschaft in Seoul und Generalkonsulate in Busan und Jeju-do.
- Südkorea hat eine Botschaft in Tokio und Generalkonsulate in Fukuoka, Hiroshima, Kōbe, Nagoya, Niigata, Osaka, Sapporo, Sendai und Yokohama.

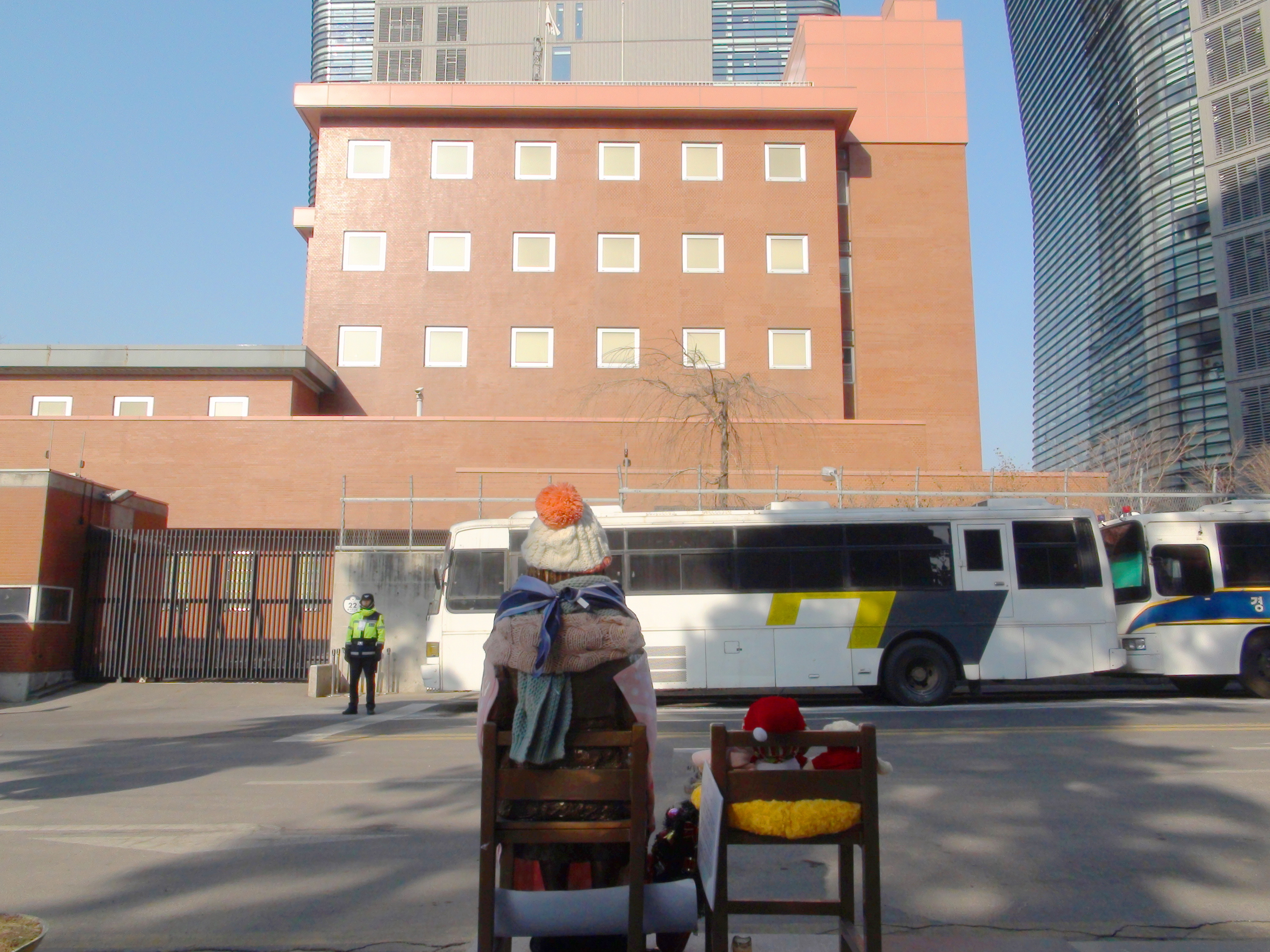
Japanische Botschaft in Seoul
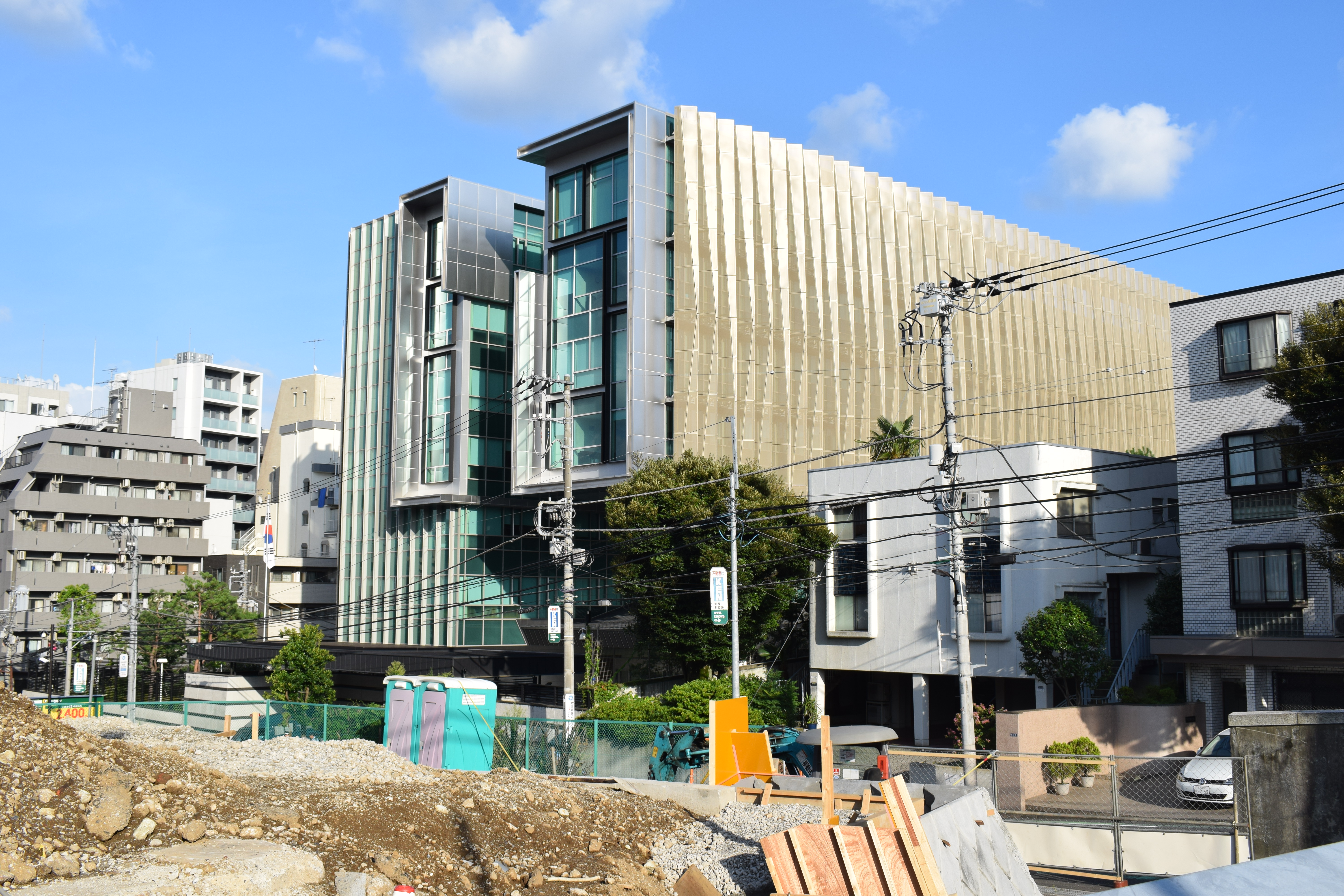
Südkoreanische Botschaft in Tokio
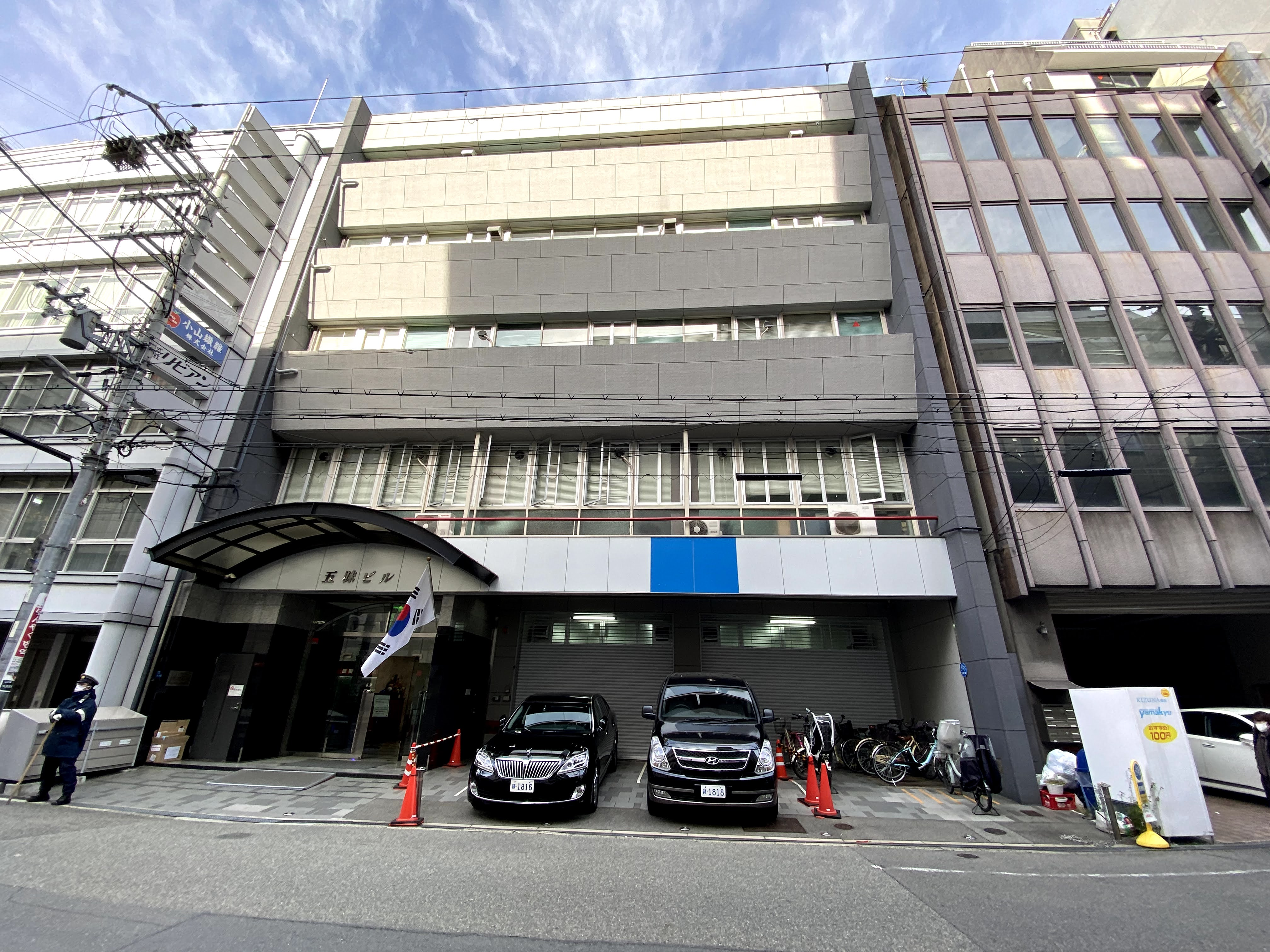
Südkoreanisches Generalkonsulat in Osaka
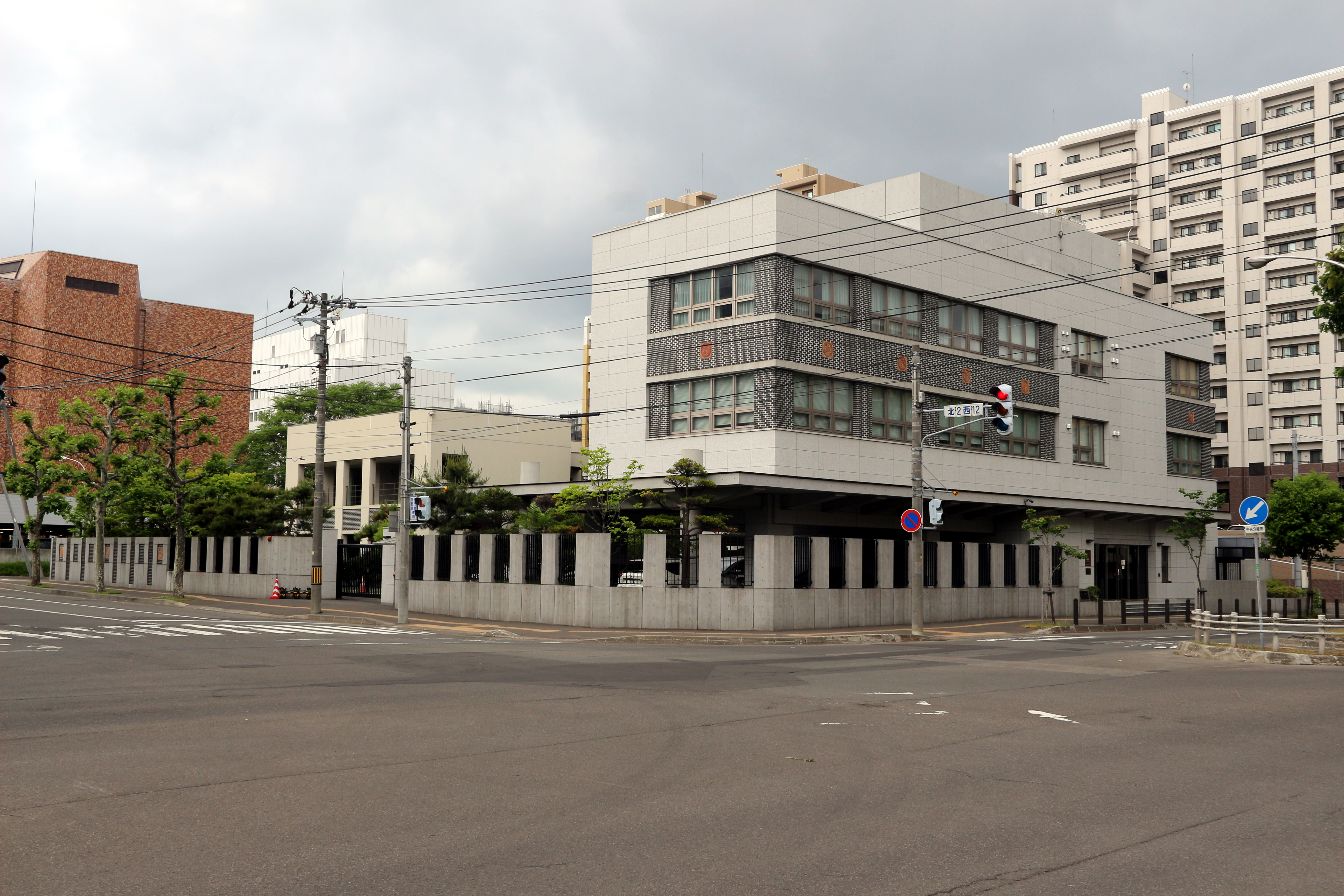
Südkoreanisches Generalkonsulat in Sapporo
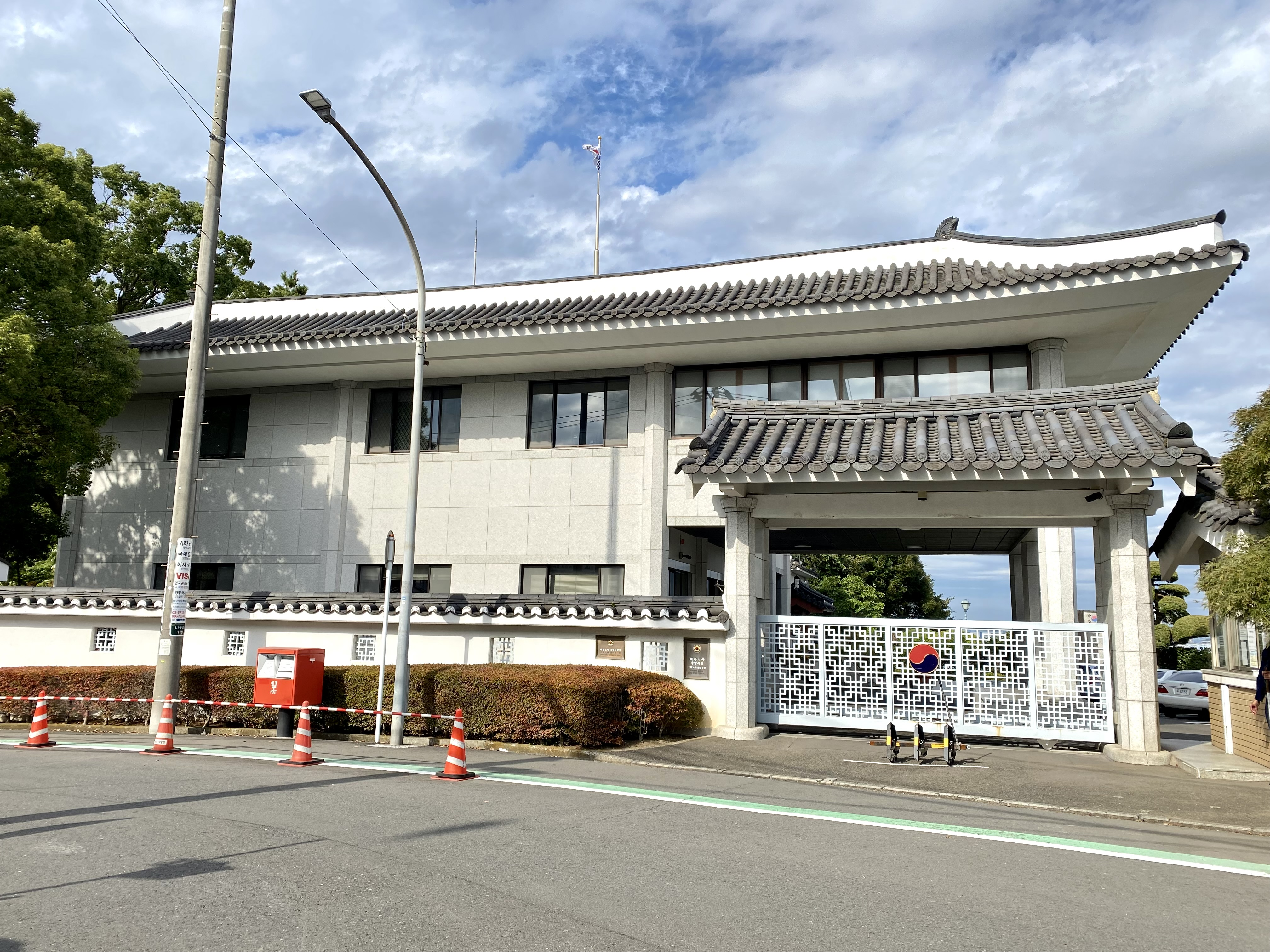
Südkoreanisches Generalkonsulat in Yokohama